# Vancouver Voodoo
Die Vancouver Voodoo (auch Vancouver VooDoo) waren ein kanadisches Inlinehockeyfranchise aus Vancouver in der Provinz British Columbia. Es existierte von 1993 bis 1996 und nahm an vier Spielzeiten der professionellen Inlinehockeyliga Roller Hockey International teil.
Die Heimspiele des Teams wurden im PNE Agrodome (1993 und 1994), Pacific Coliseum (1994 und 1995) und General Motors Place (1996) ausgetragen.
Gründer und Besitzer des Teams waren der bekannte NHL-Enforcer Tiger Williams und Bill McMenamon.

## Geschichte
Die Vancouver Voodoo waren 1993 eines von zwölf Teams, die in der Saison 1993 am Spielbetrieb der neu gegründeten professionellen Roller Hockey International teilnahmen. Die Voodoo schieden in ihrer Premierensaison, mit Cheftrainer Tiger Williams, als zweitbestes Team der regulären Saison im Playoff-Viertelfinale gegen die Calgary Rad’z aus. Starspieler des Teams war José Charbonneau, der im Verlauf seiner Karriere in der National Hockey League und Deutschen Eishockey Liga spielte.
Auch im Folgejahr endete die Endrunde bereits im Conference-Viertelfinale; das Team unterlag den Portland Rage. Im Spieljahr 1995 wurde das Team aus Vancouver im Conference-Halbfinale von den San Jose Rhinos besiegt. Auch in der letzten Saison qualifizierten sich die Vancouver Voodoo für die Playoffs. In allen vier Saisons in der Roller Hockey International gewannen die Vancouver Voodoo ihre jeweilige Division, kamen aber in den Playoffs nie über die zweite Runde hinaus.
Nach der Saison 1996 wurde das Team aufgelöst.
1993 hatte das Team einen Zuschauerschnitt von 3826, dieser pendelte in den Folgejahren zwischen 4696 und 5510 Zuschauern.
Die Teamfarben waren Lila, Schwarz, Orange und Weiß.

## Saisonstatistik
Abkürzungen: Sp = Spiele, S = Siege, N = Niederlagen, U = Unentschieden, OTN = Niederlagen nach Overtime oder Shootout, Pkt = Punkte, T = Erzielte Tore, GT = Gegentore
| Saison | Sp | S  | N  | U | OTN | Pkt | T   | GT  | Platz         | Playoffs                                                                                            |
| 1993   | 14 | 11 | 2  | 1 | –   | 23  | 160 | 91  | 1., King      | Niederlage im Playoff-Viertelfinale, 7:8 (Calgary)                                                  |
| 1994   | 22 | 15 | 6  | 1 | –   | 31  | 188 | 157 | 1., Northwest | Niederlage im Conference-Viertelfinale, 0:2 (Portland)                                              |
| 1995   | 24 | 13 | 10 | 1 | –   | 27  | 203 | 185 | 1., Northwest | Sieg im Conference-Viertelfinale, 2:0 (Oakland) Niederlage im Conference-Halbfinale, 0:2 (San Jose) |
| 1996   | 28 | 18 | 7  | – | 3   | 39  | 217 | 162 | 1., Northwest | Sieg im Conference-Halbfinale, 2:1 (Oakland) Niederlage im Conference-Finale, 1:2 (Anaheim)         |

## Bekannte Spieler
- Doug Ast
- Frank Caprice
- José Charbonneau
- Craig Coxe
- Mike Kennedy
- Tiger Williams
- George Zajankala